# Vincenzo Galasso
Vincenzo Galasso (Apricena, 30 novembre 1863 – Cividale del Friuli, 19 settembre 1917) è stato un militare italiano, maggiore generale del Regio Esercito e comandante della Brigata Napoli durante la prima guerra mondiale.

## Biografia
Nel 1875, all'età di dodici anni, fu ammesso come allievo al Collegio Militare della Nunziatella di Napoli, e successivamente all'Accademia Militare di Modena.
Nel 1881 fu nominato sottotenente, e nel 1883 avanzò al grado di tenente. Nel 1893, promosso capitano, partecipò alla spedizione italiana a Creta. Nel 1910 fu nominato maggiore, e quattro anni più tardi raggiunse il grado di tenente colonnello.
Nominato comandante del 3º battaglione del 49º Reggimento fanteria, facente parte del I Corpo d'Armata di Torino, guidato dal generale Luigi Nava, 1ª divisione, Brigata Parma, il 13 maggio 1915 partì per raggiungere il settore di S. Pellegrino. Scoppiate le ostilità contro l'Impero austro-ungarico il 24 maggio, nel corso di due attacchi nell'area di Costabella, avvenuti il 23 ed il 30 luglio 1915, inflisse gravi perdite al nemico. Lasciata la zona di Valle S. Pellegrino, si trasferì con il suo reparto prima nella zona di Cortina d'Ampezzo, e successivamente a Fiera di Primiero.
Nel nuovo settore di competenza, riuscì a conseguire risultati significativi, conquistando la linea compresa tra Col Fosso, San Martino di Castrozza e le pendici del Monte Cimon della Pala il 3 luglio 1916. Il giorno 20 dello stesso mese, progredì ulteriormente, occupando la linea Passo Rolle-Piano della Cavallazza-Quota 2270 e catturando, nel corso delle operazioni, tre ufficiali, centoquaranta soldati, un cannone e diverso altro materiale bellico nemico. Per i notevoli risultati ottenuti, fu nominato Cavaliere dell'Ordine militare di Savoia e promosso al grado di colonnello.

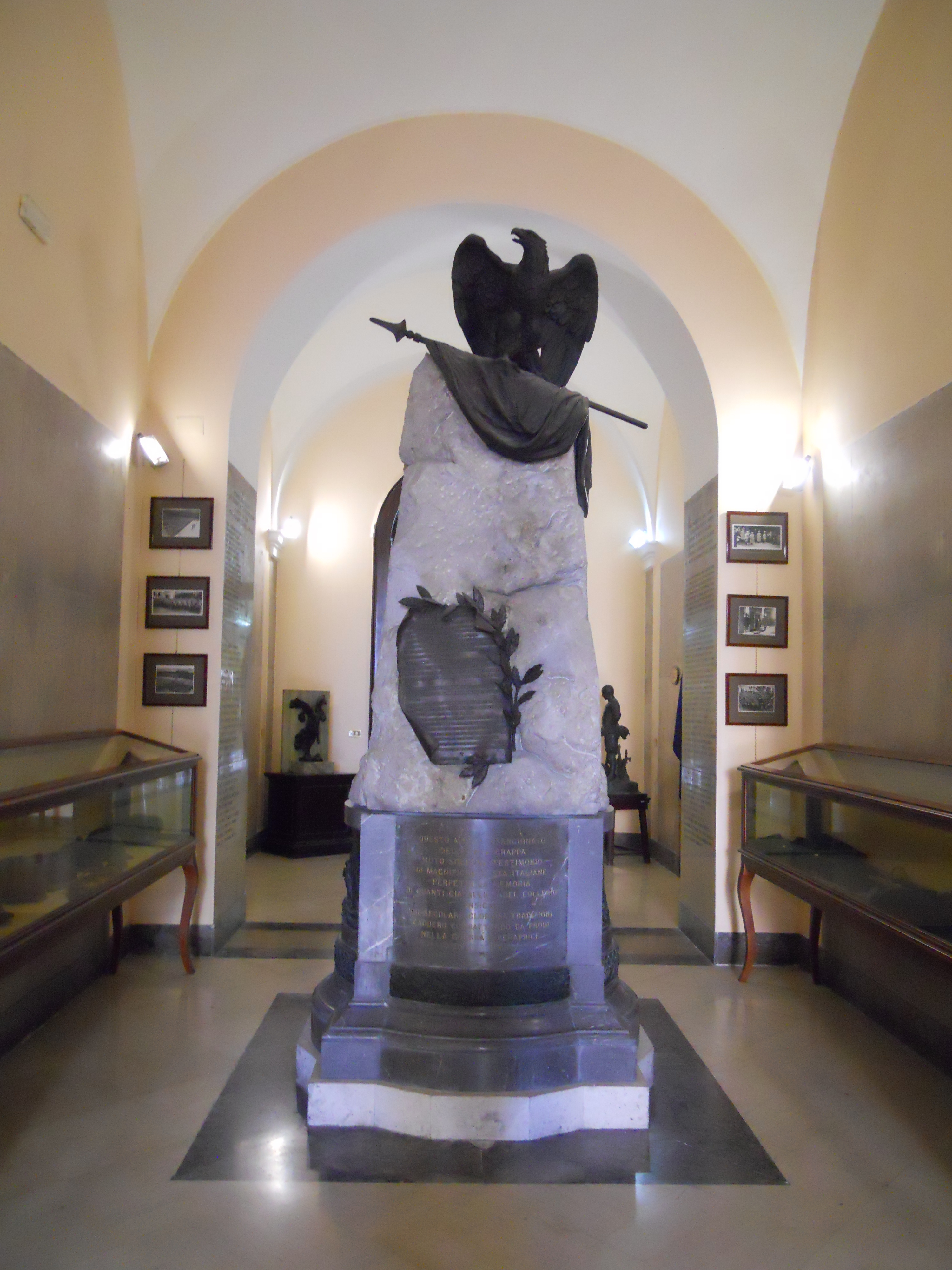
Il Masso presso la Scuola militare Nunziatella

Dopo essere rientrato brevemente ad Apricena, dove fu accolto con tutti gli onori dai propri concittadini, nel febbraio 1917 ricevette l'ordine di trasferimento dal Trentino al fronte del Carso. Il 12 luglio successivo fu trasferito dalla Brigata Treviso alla Brigata Napoli con il grado di colonnello brigadiere e la nomina a maggior generale. Poco più di un mese dopo, il 23 agosto 1917, si recò presso un posto di osservazione sulla linea di Selo, nel settore di Tolmino. Mentre stava lasciando la posizione, una granata gli esplose di fronte, procurandogli gravi ferite in diversi punti del corpo. Immediatamente portato all'ospedale mobile di Klinac, vista la serietà delle sue ferite, ai primi di settembre fu trasferito presso il presidio sanitario del Seminario di Cividale del Friuli.
Il 16 settembre fu necessario procedere ad un intervento chirurgico alla pleura, per sopravvenuta setticemia. Nonostante gli sforzi compiuti dai medici, non fu possibile salvarlo, e spirò il 19 settembre 1917.
Al generale Galasso è stato dedicato un busto in bronzo dal paese natio. Il suo nome è inoltre ricordato con quello degli altri caduti del conflitto sul Masso, il monumento eretto nell'atrio della Scuola militare Nunziatella agli ex allievi scomparsi durante la Prima guerra mondiale.